# Рушей, Эд
Эд Рушей (англ. Ed Ruscha, полное имя Edward Joseph Ruscha; родился 16 декабря 1937, Омаха) — американский художник, принадлежащий к движению поп-арта.

## Биография
Эд Рушей родился в католической семье, в Небраске, около 15 лет прожил в Оклахоме, а затем переехал в Лос-Анджелес, где учился в Институте искусств Шуинара (ныне Институт искусств Калифорнии) с 1956 по 1960. После окончания института Рушей работал иллюстратором в рекламном агентстве Carson-Roberts в Лос-Анджелесе. С 1967 по 1972 был женат на Данне Него.
В начале 1960-х Эд Рушей был уже широко известен своими живописными работами, коллажами и фотографиями, а также благодаря сотрудничеству с группой Ferus Gallery, в которую входили художники Роберт Ирвин, Эдвард Мозес, Кеннет Прайс, Эдвард Кинхольц. Первая его персональная выставка открылась в феврале 1973 в галерее Лео Кастелли в Нью-Йорке. В 1969 году он преподавал в Калифорнийском университете, с 1965 по 1969 год работал дизайнером журнала «Артфорум» под псевдонимом Eddie Russia. У Эда Рушея двое детей.

## Рождение поп-арта
В 1962 году Рушей вместе с Роем Лихтенштейном, Энди Уорхолом, Робертом Доудом, Филлипом Хеффертоном, Джо Гудом, Джимом Дайном и Уэйном Тибо участвовал в исторической выставке «Новое изображение обычных предметов» (New Painting of Common Objects) в художественном музее Пасадены, куратором которой выступил Уолтер Хоппс. Эта выставка стала одной из первых выставок поп-арта в Америке.

## Творчество
Эд Рушей получил признание благодаря картинам, содержащим слова и фразы, а также книгам фотографий. Текстовую живопись Рушея связывают как с движением поп-арта, так и с культурой бит-поколения. В своих живописных и графических работах Рушей экспериментировал с необычными материалами, такими как порох, кровь, фруктовый сок и трава. В 1980-е годы он был приглашен для создания серии из 50 фресок на стенах публичной библиотеки Майами-Дейд.